# آنتونی کاسی
آنتونی کاسی (انگلیسی: Anthony Caci؛ زادهٔ ۱ ژوئیهٔ ۱۹۹۷) بازیکن فوتبال اهل فرانسه است.
از باشگاه‌هایی که در آن بازی کرده‌است می‌توان به باشگاه فوتبال استراسبورگ اشاره کرد.
وی همچنین در تیم‌های ملی فوتبال زیر ۲۱ سال فرانسه و France Olympic football team بازی کرده‌است.